# Ténès
Ténès (in caratteri arabi: تنس) è una città dell'Algeria, capoluogo dell'omonimo distretto, nella provincia di Chlef.

## Storia
La città, per cinque secoli sotto i romani, un tempo era sede della diocesi di Cartenna, nella provincia romana di Mauritania. Non più vescovato residenziale, oggi Cartenna è ancora elencata dalla Chiesa cattolica come sede titolare.
Durante i secoli della dominazione romana Cartenna era una città ricca con un forum, teatro, bagni, biblioteca e acquedotti, ma quasi tutto è scomparso. Solo una necropoli a ovest delle mura della città ha mostrato l'abbondanza di prove sul passato cristiano di Cartenna.

### Antico vescovato
I primi vescovi di Cartenna furono Rogato, il capo di un ramo dissidente di donatisti e il suo successore Vincenzio. I vescovi cattolici noti della città sono Peregrinus, Rusticus, che nel 418 assistette alla disputa tra Agostino d'Ippona e il donatista Emerito al sinodo di Cesarea in Mauritania; Victor, un contemporaneo di Genserico (quindi della metà del V secolo) ed autore di diverse opere; e Lucidus, uno dei vescovi cattolici che Hunerico chiamò al sinodo di Cartagine del 484 e poi esiliato.
Nel IV secolo Cartenna fu devastata durante la rivolta di Firmo (372-375), domata da Teodosio. La città fu fulcro della scissione del Donatismo, che diede origine al Rogatismo, e della lotta tra Donatismo e Rogatismo contro il Cattolicesimo (380-420).
Occupata dai Vandali nel V secolo e danneggiata, la città fu recuperata dai romani bizantini riacquistando importanza nel VI secolo.
Conquistata dagli arabi intorno al 700, Cartenna quasi scomparve nei due secoli successivi.